# Мехнин, Фёдор Михайлович
Фёдор Михайлович Мехнин (1923—1944) — старшина Рабоче-крестьянской Красной армии, участник Великой Отечественной войны, Герой Советского Союза (1944).

## Биография
Фёдор Мехнин родился в 1923 году в селе Тарханка Усть-Каменогорского уезда, Семипалатинской области (ныне — Глубоковский район Восточно-Казахстанской области Казахстана). После окончания шести классов школы и курсов трактористов работал в колхозе. В 1942 году Мехнин был призван на службу в Рабоче-крестьянскую Красную армию. С 1943 года — на фронтах Великой Отечественной войны.
К марту 1944 года старшина Фёдор Мехнин был механиком-водителем танка «Т-34» 50-й танковой бригады 3-го танкового корпуса 2-й танковой армии 2-го Украинского фронта. Отличился во время освобождения Винницкой области Украинской ССР. В бою за местечко Терновка экипаж Мехнина на своём танке уничтожил 2 самоходных артиллерийских установки, 4 танка, 23 автомашины и более 100 солдат и офицеров противника. 5 марта 1944 года экипаж Мехнина захватил переправу через Южный Буг в селе Джулинка Бершадского района и удерживал её, отражая немецкие контратаки. В том бою танк подорвался на мине, весь экипаж погиб. Похоронен в селе Берёзки-Бершадские Винницкой области Украины.
Указом Президиума Верховного Совета СССР от 13 сентября 1944 года за «образцовое выполнение боевых заданий командования на фронте борьбы с немецкими захватчиками, за уничтожение живой силы и техники противника, за героические действия при выходе на переправу через реку Южный Буг» старшина Фёдор Мехнин посмертно был удостоен высокого звания Героя Советского Союза. Также был награждён орденами Ленина и Красной Звезды.
В честь Мехнина названа улица в Усть-Каменогорске, улица и школа в его родном селе.